# DC Comics
DC Comics, Inc. (kinh doanh dưới tên DC) là một nhà xuất bản truyện tranh Mỹ và là đơn vị trọng điểm của DC Entertainment, thuộc tập đoàn con của Warner Bros. Discovery.
DC Comics là một trong những công ty truyện tranh Mỹ lớn và lâu đời nhất, với truyện tranh đầu tiên của họ dưới nhãn DC được xuất bản vào năm 1937. Đa số các tác phẩm của họ diễn ra trong Vũ trụ DC hư cấu và có nhiều nhân vật anh hùng mang tính biểu tượng văn hóa như Superman, Batman, Wonder Woman, Flash, Aquaman, Green Lantern, Martian Manhunter, và Cyborg; cũng như những nhóm hùng biện nổi tiếng như Justice League, Justice Society of America, Justice League Dark, Doom Patrol, và Teen Titans. Vũ trụ cũng có một loạt các nhân vật siêu ác như Lex Luthor, Joker, Cheetah, Reverse-Flash, Black Manta, Sinestro, Brainiac, và Darkseid. Công ty đã xuất bản các tác phẩm không liên quan đến DC Universe, bao gồm Watchmen, V for Vendetta, Fables và nhiều tiêu đề dưới nhãn Vertigo và hiện nay là DC Black Label.
Ban đầu tại Manhattan tại 432 Fourth Avenue, văn phòng DC Comics đã được đặt tại 480 và sau đó là 575 Lexington Avenue; 909 Third Avenue; 75 Rockefeller Plaza; 666 Fifth Avenue; và 1325 Avenue of the Americas. DC có trụ sở chính tại 1700 Broadway, Midtown Manhattan, New York City, nhưng DC Entertainment đã chuyển trụ sở chính đến Burbank, California vào tháng 4 năm 2015.
Penguin Random House Publisher Services phân phối sách của DC Comics đến thị trường cửa hàng sách, trong khi Diamond Comic Distributors cung cấp cho thị trường cửa hàng truyện tranh trực tiếp cho đến tháng 6 năm 2020, khi Lunar Distribution và UCS Comic Distributors, những người đã thống trị việc phân phối trực tiếp trên thị trường do ảnh hưởng của Diamond từ đại dịch COVID-19, thay thế Diamond để phân phối cho thị trường đó.
DC Comics và đối thủ cạnh tranh lớn lâu đời của nó, Marvel Comics (được mua lại vào năm 2009 bởi The Walt Disney Company, đối thủ chính của Warner Bros. Discovery), cùng chiếm khoảng 70% thị trường truyện tranh Mỹ vào năm 2017, mặc dù con số này có thể tạo ra một cái nhìn sai lệch vì loại truyện tranh được loại trừ. Khi tính cả doanh số của tất cả các sách, DC là nhà xuất bản lớn thứ hai, sau Viz Media, và Marvel là thứ ba.

## Logo
Logo đầu tiên của DC xuất hiện trên các số báo tháng 4 năm 1940 của các tựa đề. Logo nhỏ, không có nền, chỉ đơn giản là "A DC Publication".
Các tựa đề DC tháng 11 năm 1941 giới thiệu một logo được cập nhật. Phiên bản này gần gấp đôi kích thước so với phiên bản trước đó và là phiên bản đầu tiên có nền trắng. Tên "Superman" được thêm vào "A DC Publication", hiểu rõ cả Superman và Batman. Logo này là phiên bản đầu tiên nằm ở góc trên bên trái của bìa, nơi mà logo thường được đặt từ đó. Công ty sau đó tự xưng là "Superman-DC" trong quảng cáo của mình.
Vào tháng 11 năm 1949, logo được sửa đổi để kết hợp tên chính thức của công ty, National Comics Publications. Logo này cũng được sử dụng như là phần thân tròn của Johnny DC, nhân vật đại diện của DC trong những năm 1960.
Vào tháng 10 năm 1970, DC tạm thời rút lại logo tròn và thay vào đó là chữ "DC" đơn giản trong một hình chữ nhật kèm theo tên tựa đề hoặc ngôi sao của cuốn sách; ví dụ, logo trên nhiều số báo của Action Comics đọc là "DC Superman". Hình ảnh của nhân vật chính xuất hiện phía trên hoặc dưới hình chữ nhật. Đối với những cuốn sách không có một ngôi sao duy nhất, như các tuyển tập truyện ngắn như House of Mystery hoặc các dự án nhóm như Justice League of America, tên tựa đề và "DC" xuất hiện trong một logo tạo kiểu đặc biệt, ví dụ như một con dơi cho "House of Mystery". Việc sử dụng nhân vật như logo đã giúp thiết lập hình ảnh nhân vật là nhãn hiệu, và tương tự như việc Marvel sử dụng nhân vật như một phần của thiết kế bìa.
Các tựa đề "100 Page Super-Spectacular" của DC và các số báo có 100 trang và "Giant" được xuất bản từ năm 1972 đến năm 1974 có một logo riêng dành riêng cho những phiên bản này: các chữ "DC" trong một kiểu chữ đơn giản sans-serif trong một vòng tròn. Một phiên bản khác có chữ trong một hình vuông.
Các tựa đề DC tháng 7 năm 1972 có một logo tròn mới. Các chữ "DC" được vẽ bằng một kiểu chữ giống như khối đã được giữ qua các phiên bản logo sau đến năm 2005. Tựa đề của cuốn sách thường xuất hiện bên trong vòng tròn, ở trên hoặc dưới các chữ.
Vào tháng 12 năm 1973, logo này được sửa đổi bằng việc thêm từ "The Line of DC Super-Stars" và hình mẫu sao mà tiếp tục xuất hiện trong các logo sau này. Logo này được đặt ở trung tâm trên cùng của bìa từ tháng 8 năm 1975 đến tháng 10 năm 1976.
Khi Jenette Kahn trở thành người phát hành của DC vào cuối năm 1976, bà đã thuê nhà thiết kế đồ họa Milton Glaser để thiết kế một logo mới. Được biết đến phổ biến với cái tên "DC bullet", logo này xuất hiện lần đầu trên các tựa đề vào tháng 2 năm 1977. Mặc dù kích thước và màu sắc có thay đổi và đôi khi bị cắt bởi các cạnh của bìa, hoặc tạm thời quay 4 độ, logo này vẫn không thay đổi nhiều trong ba thập kỷ. Mặc dù đã có những thay đổi logo kể từ năm 2005, logo "DC bullet" cũ vẫn chỉ được sử dụng trên loạt sách DC Archive Editions.
Vào ngày 8 tháng 5 năm 2005, một logo mới (được gọi là "DC spin") được giới thiệu, xuất hiện lần đầu trên các tựa đề DC vào tháng 6 năm 2005 với DC Special: The Return of Donna Troy số 1 và các tựa đề còn lại vào tuần tiếp theo. Ngoài truyện tranh, nó được thiết kế cho các tài sản DC trong các phương tiện truyền thông khác, được sử dụng cho các bộ phim kể từ Batman Begins, với Superman Returns hiển thị biến thể bình thường của logo, và các series truyền hình Smallville, series hoạt hình Justice League Unlimited và các tác phẩm khác, cũng như cho các đồ sưu tập và các mặt hàng khác. Logo này được thiết kế bởi Josh Beatman của Brainchild Studios và giám đốc quản lý DC Richard Bruning.
Vào tháng 3 năm 2012, DC ra mắt một logo mới bao gồm chữ "D" lật lại để lộ chữ "C" và "DC ENTERTAINMENT".
DC Entertainment công bố một danh tính và logo mới cho một thương hiệu vũ trụ DC Comics khác vào ngày 17 tháng 5 năm 2016. Logo mới được sử dụng lần đầu vào ngày 25 tháng 5 năm 2016, kết hợp với việc phát hành DC Universe: Rebirth Special #1 của Geoff Johns.

### Bộ sưu tập hình ảnh

Logo năm 1977-2005, còn được gọi là "DC Bullet"
Logo hiện tại của DC Comics, được giới thiệu với việc khởi động lại DC Rebirth vào năm 2016

### DC Comics
Năm 1977, công ty chính thức đổi tên thành DC Comics. Công ty đã sử dụng thương hiệu "Superman-DC" từ những năm 1950 và trong nhiều năm được gọi là DC Comics theo cách giao tiếp thông thường.
Vào tháng 6 năm 1978, năm tháng trước khi bộ phim Superman đầu tiên được phát hành, Kahn mở rộng dòng truyện hơn nữa, tăng số lượng tựa đề và số trang truyện, và tăng giá từ 35 cent lên 50 cent. Hầu hết các loạt truyện nhận được các phần phụ trợ dài tám trang, trong khi một số có câu chuyện trọn vẹn dài 25 trang. Đây là một bước đi mà công ty gọi là "DC Explosion". Tuy nhiên, bước đi này không thành công và công ty mẹ Warner đã cắt giảm đáng kể số lượng các tựa đề không thành công này, sa thải nhiều nhân viên trong những gì người theo dõi ngành công nghiệp gọi là "sự suy thoái DC". Vào tháng 9 năm 1978, dòng truyện bị giảm đáng kể và sách có kích thước tiêu chuẩn quay trở lại câu chuyện dài 17 trang nhưng với giá tăng lên 40 cent. Đến năm 1980, sách quay trở lại giá 50 cent với câu chuyện dài 25 trang nhưng các trang câu chuyện thay thế quảng cáo nhà xuất bản trong sách.
Tìm kiếm cách mới để tăng phần thị phần, đội ngũ mới của nhà xuất bản Kahn, phó chủ tịch Paul Levitz và biên tập viên quản lý Giordano đã giải quyết vấn đề về sự bất ổn về tài năng. Với mục tiêu này và theo gương Atlas/Seaboard Comics và một số công ty độc lập như Eclipse Comics, DC bắt đầu cung cấp tiền tác quyền thay vì thỏa thuận lao động thuê tiêu chuẩn trong đó những người tạo ra làm việc với mức phí cố định và ký gửi tất cả quyền, mang lại cho tài năng động lực tài chính liên quan đến sự thành công của công việc của họ. Như tình cờ, việc thực hiện những động thái này đã phát huy hiệu quả với việc Marvel Comics, Tổng biên tập Jim Shooter, đang làm cho nhiều nhân viên sáng tạo của công ty bị xa lánh với cách thức độc tài của ông và những nhân tài lớn của họ đã chuyển sang DC như Roy Thomas, Gene Colan, Marv Wolfman và George Perez.
Ngoài ra, bắt chước hình thức truyền hình mới của thời đại, các series giới hạn trong khi giải quyết vấn đề về số lượng quá lớn các tựa đề tiếp tục gặp khó khăn chỉ sau vài số đầu tiên, DC đã tạo ra khái niệm ngành công nghiệp của truyện tranh series giới hạn. Định dạng xuất bản này cho phép tạo ra câu chuyện có giới hạn trong một định dạng xuất bản linh hoạt hơn có thể trưng bày các sáng tạo mà không buộc tài năng phải cam kết mãi mãi không thể thực hiện được. Tựa đầu tiên trong loạt truyện giới hạn này là World of Krypton năm 1979, và kết quả tích cực đã dẫn đến các tựa đề tương tự tiếp theo và sau đó là các sản phẩm tham vọng hơn như Camelot 3000 dành cho thị trường trực tiếp vào năm 1982.
Những thay đổi chính sách này đã tạo nên tương lai của ngành truyện tranh như một tổng thể và, trong thời gian ngắn, giúp DC thu hút các nhà sáng tạo từ Marvel đối thủ và khuyến khích sự ổn định trên từng tựa đề cụ thể. Vào tháng 11 năm 1980, DC ra mắt loạt truyện liên tục The New Teen Titans do nhà văn Marv Wolfman và họa sĩ George Pérez thực hiện, hai tài năng phổ biến với lịch sử thành công. Bộ truyện siêu anh hùng của họ, bề ngoài tương tự như loạt truyện đoàn hợp X-Men của Marvel, nhưng có nguồn gốc từ lịch sử của DC, đã đạt được doanh số đáng kể, một phần nhờ vào sự ổn định của đội ngũ sáng tạo, cả hai đã tiếp tục làm việc trên tựa đề này trong sáu năm đầy đủ. Ngoài ra, Wolfman và Pérez đã tận dụng lợi thế của tùy chọn loạt truyện giới hạn để tạo ra một tựa đề phụ là Tales of the New Teen Titans, để trình bày câu chuyện nguồn gốc về nhân vật gốc của họ mà không làm gián đoạn luồng câu chuyện chính hoặc buộc họ phải làm đôi công việc với một tựa đề tiếp tục khác.